# Idiomas de Mali
Mali es un país multilingüe. Las lenguas que allí se hablan reflejan los antiguos patrones de asentamiento, las migraciones y su larga historia. Ethnologue cuenta más de ochenta idiomas. De ellos, el bambara es el idioma oficial y el más hablado. En total, trece de las lenguas nativas de Mali tienen la condición jurídica de lengua nacional.

## Uso del idioma
El francés, que se introdujo durante el período colonial, se mantuvo como la lengua oficial desde la independencia hasta 2023, aunque aún se utiliza en el gobierno y la educación formal. Las estimaciones del número de personas que realmente hablan francés son bajas. Las cifras estimadas en 1986 dan un número de 386.000 hablantes de francés en Malí, derivados del número de asistentes a la escuela. Esto significaría aproximadamente el 21% de la población habla francés, para las cifras de 1986, un número considerablemente más bajo que los que hablan bambara. 

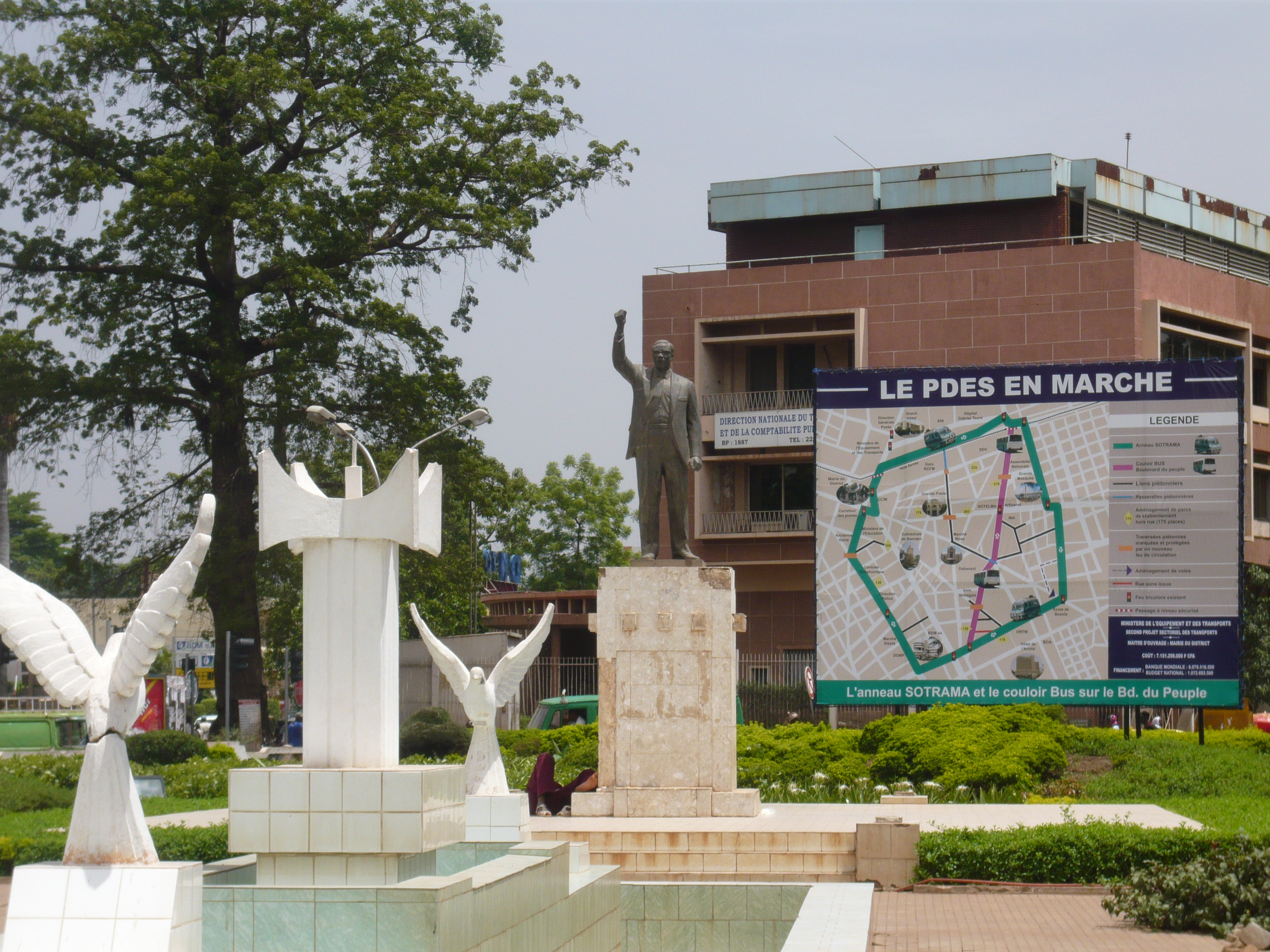
Un cartel en francés en un monumento en Bamako.

Casi todas las personas que hablan francés en Malí lo hablan como un segundo idioma o lengua vehicular. Se estima que sólo hay alrededor de 9.000 hablantes malienses de francés como primera lengua. El francés se entiende más en los centros urbanos, con cifras de 1976 que muestran una tasa de "francófono" del 36,7% en las zonas urbanas, pero sólo una tasa del 8,2% en las zonas rurales. El uso del francés también tiene peso de género, con cifras de 1984 que muestran el 17,5% de los hombres que hablan francés, pero solo el 4,9% de las mujeres. 
El bambara (Bamanankan), una lengua de la familia mande, es hablado por el 80% de la población como primera o segunda lengua.[cita necesaria] Se habla principalmente en el centro y sur de Malí. El bambara y otros dos idiomas manding muy estrechamente relacionados Malinke o Maninkakan en el suroeste y Kassonke (en la región de Kayes, en el oeste), se encuentran entre las trece lenguas nacionales. El bambara se utiliza como lengua oficial y comercial en Malí entre grupos de idiomas.
(Bambara también está muy cerca de la lengua Dyula (Dyula: Jula o Julakan; Francés: Dioula), hablado principalmente en Costa de Marfil y Burkina Faso. El nombre "Jula" es en realidad una palabra Manding que significa "comerciante".
Otras lenguas mande (no en el grupo Manding) incluyen al Soninke (en la región de Kayes, en el oeste de Malí) y las lenguas Bozo (a lo largo del medio Níger).
Otros idiomas incluyen el Senufo en la región de Sikasso (sur), Fula (Fula: Fulfulde; Francés: Peul) como un lenguaje comercial generalizado en la región de Mopti y más allá, las lenguas Songhay a lo largo del Níger, las lenguas Dogon del País Dogon (en francés: Pays Dogon) en el centro de Malí, Tamasheq en la parte oriental del Sahara de Malí y el árabe en su parte occidental.
Trece de las lenguas indígenas más habladas se consideran "lenguas nacionales".
La mayoría de la educación formal para sordos en Malí utiliza la lengua de señas estadounidense, introducida en el oeste de África por el misionero sordo Andrew Foster. Hay otras dos lenguas de signos en Malí. Uno, Tebul Sign Language, se encuentra en un pueblo con una alta incidencia de sordera congénita. Otro, Bamako Sign Language, desarrollado en los círculos del té después del trabajo de las ciudades; está amenazada por el uso educativo de ASL.

## Políticas de idiomas y planificación

### General
El francés deja de ser el idioma oficial en 2023. Según el Loi 96-049 de 1996, trece lenguas indígenas son reconocidas por el gobierno como lenguas nacionales: Bamanankan, Bomu, Bozo, Dɔgɔsɔ, Fulfulde, Hassaniya árabe, Mamara, Maninkakan, Soninke, Sooy, Syenara, Tamasheq, Xaasongaxanoo.  sustituyó al Decreto 159 PG-RM de 19 de julio de 1982 (Artículo 1).

### Educación
El francés es parte del plan de estudios escolar estándar. Existe una nueva política para usar idiomas malienses en los primeros grados y la transición al francés. Los activistas también están enseñando alfabetización a hablantes de idiomas exigentes (Bambara, Malinke, Maninkakan, Dyula) en la forma estandarizada de N'Ko.